# Flatterflügel

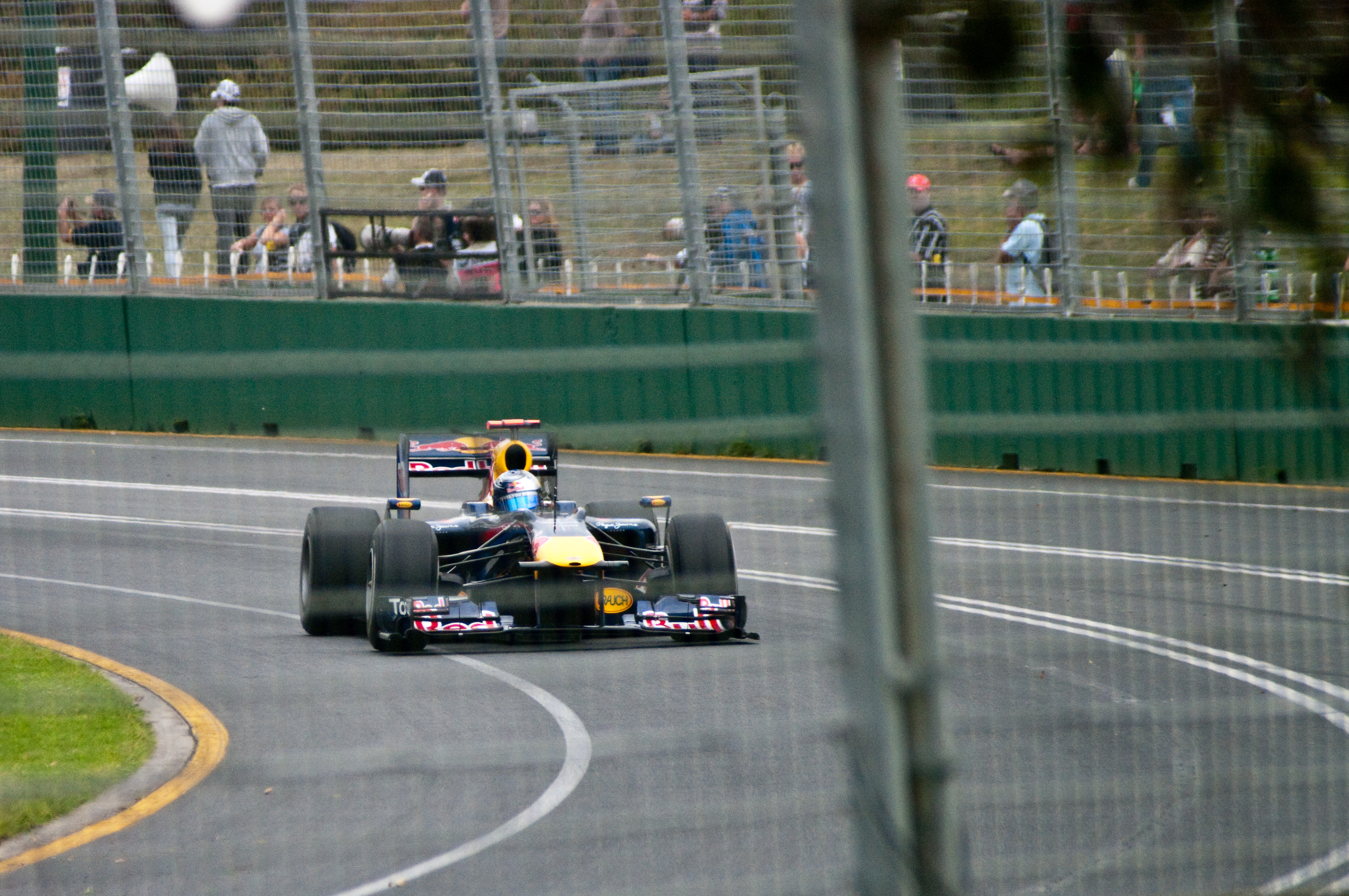
Flatterflügel am Red Bull RB6 mit beinahe Bodenkontakt

Als Flatterflügel oder auch Wackelflügel bezeichnet man in der Formel-1-Weltmeisterschaft die Konstruktion eines Frontflügels, die von Red Bull Racing und Ferrari zur Formel-1-Weltmeisterschaft 2010 eingeführt wurde.
Die Frontflügel am Red Bull RB6 und Ferrari F10 wurden so konstruiert, dass sich diese bei hohem Anpressdruck nach hinten verdrehten. Dadurch senkten sich die Endplatten des Flügels fast bis auf die Fahrbahn. Ursache dafür war eine Vorspannung der Karbonstruktur, sodass diese sich dehnen konnte, um die Absenkung zu bewirken. Die FIA reagierte auf die Kritik von McLaren mit härteren Prüfmethoden. Seit dem Großen Preis von Belgien 2010 werden die Flügel bei der technischen Abnahme mit dem doppelten Gewicht belastet.
Die Testblöcke (Kantenlänge 30 cm und Breite von 15 cm) mit einem Gewicht von 100 kg werden 795 mm rechts und links der Mittellinie des Fahrzeuges und 800 mm vor der Vorderachse auf dem Frontflügel platziert. Dabei dürfen sich die beiden Flügelenden nicht mehr als 10 Millimeter nach unten durchbiegen.
Da Red Bull Racing und McLaren zum Ende der Formel-1-Weltmeisterschaft 2012 erneut Frontflügel entwickelten, die sich während der Fahrt verformten, den statischen Belastungstest jedoch standhielten, gab die FIA bekannt, zur Formel-1-Weltmeisterschaft 2013 die Tests für die Frontflügel erneut zu ändern. Die Belastung wird seitdem nicht mehr nur genau 800 mm vor der Vorderachse, sondern in einem erweiterten Bereich von 150 Millimetern auf der Längsachse durchgeführt, das Gewicht und die maximal erlaubte Verformung des Flügels blieben identisch.